# Rocca Scaligera
Rocca Scaligera is een kasteel in Sirmione aan het Gardameer. Het kasteel wordt aan drie kanten omgeven door het meer en bevindt zich op het smalste stukje van het schiereiland Sirmione. Rocca Scaligera is in dezelfde stijl gebouwd als veel andere kastelen in de buurt. Typisch voor deze stijl is onder andere het gips op de muren dat moet lijken op reguliere stenen. Het kasteel heeft twee ophaalbruggen. Het is een van de meest complete en best bewaarde kastelen in Italië. De bouw van het fort begon rond het midden van de 13e eeuw, waarschijnlijk op de overblijfselen van een Romeins fort.

## Geschiedenis

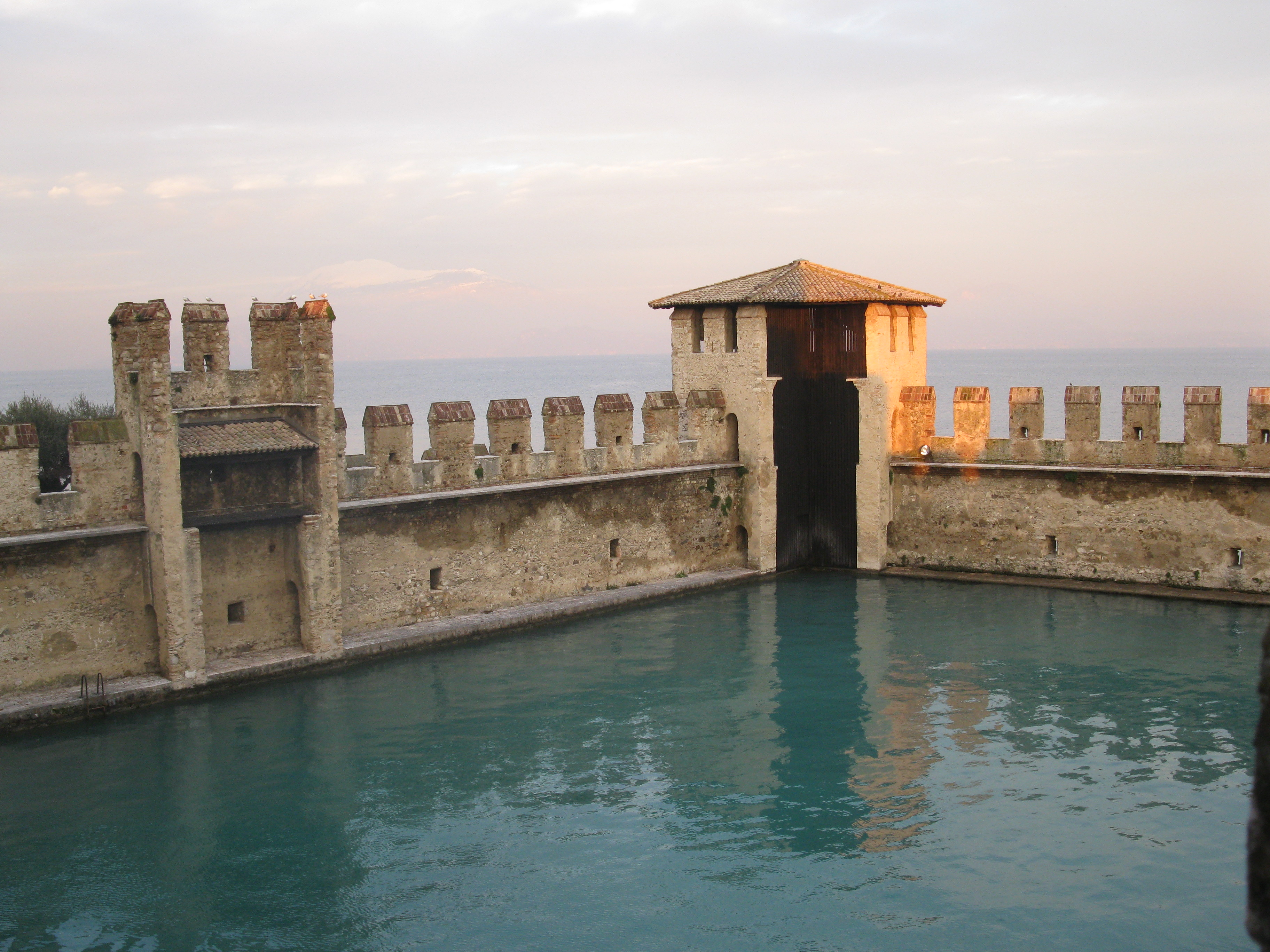
Muur om het dok

Mastino I Della Scala werd in de 13e eeuw burgemeester van Verona en omgeving. Hij wilde zijn grondgebied vergroten en veroverde daarom Sirmione. Mastino veroverde dit stadje in 1276 en liet de bouw van Rocca Scaligera beginnen in 1277. Hij liet de hoofdbinnenplaats met zijn vier muren en drie torens bouwen met middenin een grote toren van 47 meter hoog. Mastino liet ook de twee ophaalbruggen met ravelijnen bouwen.
In de 14e eeuw werden twee hofjes en een onafhankelijk fort toegevoegd, samen met barbacane aan de belangrijkste kant, om de verdedigingswerken van het fort te vergroten, en ook nog een ravelijn. In de vroege 15e eeuw, na de verovering van het kasteel door de Republiek Venetië in 1405, werd een dok bijgebouwd voor schepen. Het dok wordt omringd door hoekige muren en torens. In de 16e eeuw werd Rocca Scaligera minder belangrijk en werden er wapens en munitie opgeslagen.
In 1912 waren in het kasteel een bestuurlijk gebouw, een dokter, een postkantoor, een gevangenis en barakken gevestigd. In 1917 werd Rocca Scaligera benoemd tot een "rijksmonument".

## Binnenplaatsen
Rocca Scaligera heeft twee rechthoekvormige binnenplaatsen, een grote, die wordt omgeven door vier muren en drie torens, en een kleinere.